# 阿切角
69°11′S 157°39′E / 69.183°S 157.650°E
阿切角（英語：Archer Point）是南極洲的海岬，位於奧次地，處於哈羅德灣的西部，該半島在1911年2月由羅伯特·斯科特率領的探險隊發現，現時由南極條約體系管理。